# Lasostep Kazachski
Lasostep Kazachski – region przyrodniczo-geograficzny na granicy Azji Centralnej i Azji Północnej, część Wielkiego Stepu eurazjatyckiego. Jego powierzchnia wynosi około 420,5 tys. km². 
Lasostep Kazachski stanowi strefę lasostepu o szerokości 150-250 km, ciągnącą się równoleżnikowo wzdłuż południowego krańca Niziny Zachodniosyberyjskiej od południowego Uralu na południe od Nowosybirska do podnóży Ałtaju i Sajanów. Południowa granica Lasostepu Kazachskiego biegnie wzdłuż granicy rosyjsko-kazachskiej, na południe od Pietropawłowska a następnie wzdłuż środkowego i górnego Irtyszu. 
Lasostep Kazachski wyraźnie różni się od lasostepu po europejskiej stronie Uralu. Przede wszystkim leży 300–500 km dalej na północ, poza tym ma znacznie bardziej kontynentalny klimat, jest bardziej płaski i obejmuje więcej bagien. 
Klimat Lasostepu Kazachskiego jest kontynentalny (od 16 °C w lipcu do -21 °C w styczniu), suchy (300–400 mm opadów rocznie z maksimum na początku lata). Teren jest płaski, jego wysokość wynosi 120–280 m n.p.m., we wschodniej części występuje charakterystyczna rzeźba bruzd i grzebieni. Sieć rzeczna jest rzadka, w części teren jest bezodpływowy. Liczne są płytkie jeziora, słone i słodkie. Gleby to głównie czarnoziemy i sołonczaki. Typowe formacje roślinne to step trawiasty, las i bagno. Lasy są głównie brzozowe z udziałem osiki i sosny, rosną w małych zagajnikach zwanych kołok. Lasy sosnowe rosną na glebach piaszczystych w długich pasach (lasy wstęgowe). 
Przyroda Lasostepu Kazachskiego została w dużej mierze przetworzona przez człowieka. Lasy zostały wycięte i zamienione w łąki i pastwiska. Południowa granica lasostepu została przesunięta na północ.